# (37976) 1998 HC118
1998 HC118 (asteroide 37976) é um asteroide da cintura principal. Possui uma excentricidade de 0.04181500 e uma inclinação de 10.31439º.
Este asteroide foi descoberto no dia 23 de abril de 1998 por LINEAR em Socorro.